# Rosenamarantsänka
Rosenamarantsänka (Vidua wilsoni) är en fågel i familjen änkor inom ordningen tättingar.

## Utbredning
Fågeln förekommer från Senegal och Gambia till Guinea och vidare österut till nordöstra Demokratiska republiken Kongo, Sydsudan och västra Etiopien.

## Status
IUCN kategoriserar arten som livskraftig.

## Namn
Fågelns vetenskapliga artnamn hedrar Malcolm Wilson (1869-1900), kapten i British Army i Ashantiriket. Fram tills nyligen kallades den wilsonänka även på svenska, men justerades 2022 till ett enklare och mer informativt namn av BirdLife Sveriges taxonomikommitté.